# Gigi Perez
Gianna Brielle Perez (znana kot Gigi Perez ali preprosto Gigi), ameriška pevka zabavne glasbe in glasbenica, * 4. februar 2000
Rojena je bila v New Jerseyju in odraščala na Floridi. Gigi je postala viralna na TikToku s svojima pesmima Celene in Sometimes (Backwood). Obdobje, podpisana z Interscope Records je leta 2023 izdala EP How to Catch a Falling Knife. Ko je zapustila založbo, je izdala Sailor Song, ki se je uvrstil na 22. mesto na Billboard Hot 100. Sailor Song je zasedel vrh lestvic na Irskem, v Latviji in Združenem kraljestvu ter dosegel vrh med prvimi desetimi lestvicami v različnih državah, vključno z Novo Zelandijo in Norveško. Podprla je tudi Coldplay na njihovi svetovni turneji Music of the Spheres, Noah Cyrus na njeni turneji The Hardest Part Tour in D4vd na njegovi turneji The Root of It All Tour.

## Življenje in kariera
Gianna Brielle Perez se je rodila 4. februarja 2000 v Hackensacku v New Jerseyju in odraščala v West Palm Beachu na Floridi. Eno leto je preživela v splošni šoli, preden se je preselila v Krščansko šolo. Perez je lezbijka in pripisuje Girls Like Girls od Hayley Kiyoko, da ji je pomagala sprejeti svojo spolno usmerjenost. Pesmi je začela pisati pri petnajstih letih, glasbo pa je začela objavljati leta 2018, medtem ko je bila v srednji šoli kot del skupine Wendy Lane. Perez je obiskovala galsbeno fakulteto Berklee, vendar jo je zapustila zaradi pandemije COVID-19 v Združenih državah. Imela je starejšo sestro Celene, ki je umrla julija 2020, kmalu zatem pa se je njena partnerka z njo razšla. Da bi se spopadla s svojo žalostjo, je začela nalagati videoposnetke na TikTok, da bi ji čas hitreje minil. V začetku leta 2021 je postala viralna, potem ko je izdala Celene in nato Sometimes (Backwood), kar je spodbudilo Interscope Records, da so podpisali pogodbo z njo.
Perez je junija 2022 izdala nadaljnji singel, The Man, skladbo o pričakovanjih, s katerimi se soočajo moški. Podprla je Coldplay na njihovi svetovni turneji Music of the Spheres pozneje tisti mesec na njihovem koncertu v stadionu v Floridi. V intervjujih je izjavila, da je ponudbo za to prejela na svoj 22. rojstni dan in februarja 2022. Nato je izdala When She Smiles, pesem o toksičnem razmerju, ki so jo navdihnile Ariana Grande, Imogen Heap in When Jamie Smiles iz filma Ryana Reynoldsa Just Friends in Glue, skladbo napisano konec leta 2020 o oklepanju razmerja po žalovanju. Oktobra 2022 je podprla Noah Cyrus na njeni turneji The Hardest Part Tour in izdala Figurines. Februarja 2023 je podprla D4vd na njegovi turneji The Root of It All Tour. Marca, ko je že živela v Brooklynu, je izdala Sally in napovedala EP How to Catch a Falling Knife, ki je vseboval osem pesmi, ki so nastale tri leta prej.  Naslov EP-ja je povzela po izrazu na borzi nikoli ne poskušaj ujeti padajočega noža, saj je menila, da predstavlja tisto, kar je vložila v projekt in je bil izdan aprila 2023 skupaj z videospotom za skladbo Ubijaj zate.
Marca 2024 je po izstopu iz založbe Interscope Records izdala Normalcy, queer ljubezensko pesem, ki jo je prvič promovirala decembra 2022 na TikToku; temu je mesec dni kasneje sledila Please Be Rude.
Julija 2024 je izdala singel Sailor Song, akustično queer balado o ženski, ki je bila videti kot Anne Hathaway. Skladba je postala viralna na TikToku in dosegla 22. mesto na Billboard Hot 100. Nekatere konservativne krščanske skupnosti so se pritoževale nad stavkom Ne verjamem v Boga, vendar verjamem, da si moj rešitelj., zaradi česar je Perez spomnila svoje oboževalce, da njeno pisanje pesmi ni demokracija. Septembra 2024 je podpisala pogodbo z založbo Island Records.

## Diskografija

### Mini albumi
| Naslov                       | EP podatki                                                                                                 |
| ---------------------------- | --- |
| How to Catch a Falling Knife | - Izdan: 28 april, 2023 - Glasbena založba: Mogul Vision, Interscope - Format: Digitalni prenos, streaming |